# جيكوب جاكس
جيكوب جاكس (بالإنجليزية: Jacob Jaacks)‏ مواليد 24 أبريل 1977 في رابيد سيتي، هو لاعب كرة سلة أمريكي. بدأ مسيرته الاحترافية في سنة 2000. اعتزل اللعب في 2011.

## المسيرة الاحترافية
لعب مع ليموج سي إس بي في الدوري الفرنسي في موسم 2000–2001، ثم لعب مع خيخون لكرة السلة في سنة 2004، ثم لعب مع بييلا لكرة السلة في موسم 2004–2005، ثم لعب مع أماتوري أوديني من سنة 2005 إلى 2007، ثم لعب مع تيرامو باسكت في الدوري الإيطالي في موسم 2008–2009.

## روابط خارجية
- جيكوب جاكس على موقع الدوري الأوروبي لكرة السلة (الإنجليزية)
- جيكوب جاكس على موقع كرة السلة الأوروبية.كوم (الإنجليزية)
- جيكوب جاكس على موقع كلية كرة السلة في سبورتس رفرنس.كوم (الإنجليزية)
- جيكوب جاكس على موقع ريلجم (الإنجليزية)
- جيكوب جاكس على موقع بروبوليرز (الإنجليزية)
- جيكوب جاكس على موقع سبورتس رفرنس (الإنجليزية)